# 제33회 미국 작가 조합상
제33회 미국 작가 조합상은 1980년 뛰어난 활동을 보인 영화 작가를 기리기 위해 1981년 3월에 열린 시상식이다. [서부]LA, 윌시어에벨 극장/[동부]뉴욕, 맥그루힐 빌딩에서 개최되었다.

## 수상 및 후보

### 각본상
- 멜빈과 하워드 - 보 골드먼 수상
- 벤자민 일등병 - 낸시 마이어스 수상

### 각색상
- 에어플레인 - 짐 에이브러햄스 수상
- 보통 사람들 - 엘빈 사전트 수상

### 월계수상
- 벤 헤트 수상

### 발렌타인 데이비스 상
- Arthur E. Orloff 수상

### 모건 콕스 상
- 로널드 오스틴 수상